# 21 janvier 1886
Le jeudi 21 janvier 1886 est le 21e jour de l'année 1886.

## Naissances
- Violet Aitken, journaliste et suffragette britannique († novembre 1987).
- Gaston Bonnaure, homme politique français († 19 février 1942).
- Pierre-Marie Gaurand, homme politique français († 3 mars 1943).
- Marcel Lehuédé, sculpteur français († 16 avril 1918).
- Gustave Sap, homme politique belge († 19 mars 1940).
- Léon Sasportas, médecin et ethnologue français († 15 août 1948).
- John M. Stahl, réalisateur américain († 12 janvier 1950).

## Décès
- Jules d'Aoust, compositeur et homme politique français (° 16 mars 1817).
- Léon Dombre, ingénieur français (° 25 octobre 1804).
- George T. Kingston, météorologue canadien d'origine britannique (° 5 octobre 1816).
- Joseph-Charles-Maurice Mathieu de La Redorte, homme politique français (° 20 mars 1803).